# 21075 Heussinger
21075 Heussinger este un asteroid din centura principală, descoperit pe 12 septembrie 1991, de Freimut Börngen și Lutz Schmadel.